# Коллеж Оттавы
Коллеж Оттавы, фр. Cégep de l'Outaouais — коллеж общего и профессионального образования, расположенный в секторе Халл г. Гатино региона Оттава в канадской провинции Квебек. Это крупнейший колледж региона Оттава.

## История
Коллеж был основан в 1967 г. в числе 12 первых коллежей Квебека и до 1975 г. носил название Халлский коллеж, Cégep de Hull, после чего был переименован в Коллеж Оттавы (в 2005 г. во французском названии слово «коллеж» было заменено на «сежеп», чтобы отличать от частных коллежей; в русском языке разница между терминами отсутствует).
При создании он включил в себя следующие учебные заведения:
- Халлский технологический институт, Institut de Technologie de Hull
- Классический коллеж Маргерит Д’Ювиль, Collège classique Marguerite-D’Youville,
- Классический коллеж Марии Посредницы, Collège classique Marie-Médiatrice,
- Халлский педагогический институт, École normale de Hull,
- Халлский семейный институт, Institut familiale de Hull,
- Школу медсестёр Больницы Святого сердца, École des Infirmières de l’Hôpital Sacré-Cœur.

Коллеж состоит из 3 кампусов:
- кампус им. Габриель Руа в Халле,
- кампус им. Феликса Леклерка в Гатино,
- кампус им. Луи Ребуля в Халле (центр дополнительного образования).

Кроме того, существует учебный центр в Маниваки.